# Đuro Blažeka
prof. dr. sc. Đuro Blažeka (Prelog, 8. travnja, 1968. –) hrvatski je jezikoslovac, leksikograf, kajkavolog.

## Životopis
Rođen je u braku Alekse i Emilije (rođ. Sinko). Pored njega obitelj Blažeka ima još sina Vladimira. Odrastao je u Čehovcu. U Prelogu je 1982. godine završio osnovnu školu, a u Varaždinu 1987. srednju školu upravno-pravnog smjera. Diplomu profesora kroatistike i južnoslavenskih književnosti stekao je u lipnju 1992. godine na Filozofskome fakultetu Sveučilišta u Zagrebu. Za vrijeme studija dobio je kao najbolji student jednomjesečno usavršavanje njemačkog jezika u Salzburgu (kolovoz 1991.). Na jesen 1992. upisuje na Filozofskome fakultetu Sveučilišta u Zagrebu poslijediplomski znanstveni studij lingvistike. 1998. godine magistrirao je s temom Govor Preloga (mentor. dr. sc. Mijo Lončarić), a 2004. godine obranio je doktorski rad Govori Međimurja (mentor dr. sc. Mijo Lončarić). Do 1998. radio je po srednjim školama u Zagrebu, a tada dobiva mjesto predavača za kroatističke jezikoslovne kolegije na Visokoj učiteljskoj školi u Čakovcu (od 2007. Učiteljski fakultet u Zagrebu – Odsjek u Čakovcu). U nastavno zvanje predavača za predmet Hrvatski jezik izabran je 4. listopada 1999. U nastavno zvanje profesora visoke škole za predmet Hrvatski jezik, izabran je 10. ožujka 2005. 24. siječnja 2007. izabran je u znanstveno zvanje znanstvenog suradnika, a u znanstveno-nastavno zvanje docenta 24. svibnja 2007. U znanstveno zvanje višeg znanstvenog suradnika izabran je 29. rujna 2010. godine, a u znanstveno-nastavno zvanje izvanrednog profesora 18. svibnja 2011.
U znanstveno zvanje znanstvenog savjetnika izabran je 17. listopada 2012. godine, u znanstveno-nastavno zvanje redovitog profesora 12. listopada 2016.. Od veljače 2022. redoviti je profesor u trajnom zvanju. Obnašao je visoke dužnosti u akademskoj zajednici. Od 1. ožujka 2005. do 30. rujna 2005. bio je prodekan za razvoj Visoke učiteljske škole u Čakovcu, a od 1. listopada 2005. do 12. prosinca 2007. dekan. Od 13. prosinca 2007. do 30. rujna 2009. obavljao je dužnost predstojnika (pomoćnika dekana) Učiteljskog fakulteta Sveučilišta u Zagrebu – Podružnice u Čakovcu. Od 1. listopada 2009. do 30. rujna 2012. bio je član Vijeća društveno-humanističkog područja Sveučilišta u Zagrebu. 18. veljače 2015. imenovan je od Nacionalnog vijeća za znanost, visoko obrazovanje i tehnološki razvoj na dužnost člana Matičnog odbora za područje humanističkih znanosti – polje filologije. Od travnja 2021. predsjednik je Matičnog odbora – polje filologija.

## Znanstvena, jezikoslovna i dijalektološka djela
Još od studentskih dana Intenzivno se bavi svim vidovima znanstvene dijalektologije, a posebice dijalektalnom leksikologijom i pseudoanalogonimijom. Proučava sve velike hrvatske dijalekte, a u prvom redu kajkavski. Autor je 5 knjiga i pedesetak znanstvenih radova (najvećim dijelom znanstvenih) od kojih su mnogi objavljeni u najuglednijim lingvističkim časopisima (Studia Slavica Academiae Scientiarum Hungaricae, Rasprave Instituta za hrvatski jezik i jezikoslovlje, Suvremena lingvistika...) Za knjigu Međimurski dijalekt (Hrvatski kajkavski govori Međimurja) dobio je od Matice hrvatske srebrnu plaketu za 2008. godinu. Aktivno je sudjelovao na četrdesetak znanstvenih skupova. Veliki znanstveni dijalektološki trojezični 'Mura menti horvát tájszótár – Rječnik pomurskih Hrvata (Budimpešta 2009.) napravio je s akademikom Istvánom Nyomárkajem i Erikom Rácz. Hrvatska matica iseljenika proglasila je knjigu najboljom znanstvenom monografijom u 2009. godini među knjižnom produkcijom knjiga iz hrvatskoga iseljeništva i europskih zemalja u kojima žive pripadnici hrvatskih manjina. Ta je knjiga bila rezultat istovremenog projekta kojeg je Đuro Blažeka bio voditelj i koji je financirao Zemaljski fond za znanstveno istraživanje Mađarske. Sa Stjepanom Belovićem objavio je znanstveni Rječnik Svetog Đurđa (Rječnik ludbreške Podravine). Sudjeluje kao suradnik i na mnogim drugim znanstvenim projektima, a najvažniji su Hrvatski jezični atlas (Institut za hrvatski jezik i jezikoslovlje), Istraživanja kajkavskog narječja (Institut za hrvatski jezik i jezikoslovlje), Hrvatske kajkavske leksicke studije (Institut za slavistiku Poljske akademije znanosti), Hrvatska ekonimija (Filozofski fakultet u Rijeci). Jedan je od urednika Hrvatskog mjesnog rječnika – projekta Leksikografskog zavoda “Miroslav Krleža” čija je voditeljica Nataša Bašić-Kosić (uz akademika Stjepana Babića, akademika Augusta Kovačeca, prof. dr. Josipa Lisca, prof. dr. Ivu Lukežić i prof. dr. Milana Nosića). Utemeljitelj je i predsjednik Organizacijskog odbora vrlo uspjelog znanstvenog dijalektološkog skupa Međimurski filološki dani I. u Čakovcu. Također je bio predsjednik Organizacijskog odbora V. stručno-znanstvenog skupa s međunarodnim sudjelovanjem Dijete i jezik danas (24. studenog 2005. u Čakovcu). Bio je i član organizacijskog odbora brojnih znanstvenih skupova od kojih je najugledniji IV. hrvatski slavistički kongres (Varaždin – Čakovec, 5. – 8. rujna 2006.). Glavni je urednik zbornika radova s tih dvaju skupova. Osmislio je Modul hrvatskog jezika – inačica s kajkavskim narječjem koji slušaju studenti učiteljskog studija na Učiteljskom fakultetu – Odsjek u Čakovcu. Radi se o prvom oživotvorenju ideje da se dijalektologija približi i budućim magistrima primarnog obrazovanja. Najveći dio diplomskih radova koje pod njegovim mentorstvom rade studenti uspjeli su istraživački projekti proučavanja fonologije i leksika konkretnih hrvatskih mjesnih govora čiji se rezultati mogu s velikom pouzdanošću upotrebljavati i u ozbiljnoj znanosti. 
Više je puta bio gost predavač na dodiplomskom studiju na Katedri za slavistiku Sveučilišta Eötvös Loránd Tudományegyetem (ELTE) u Budimpešti, a na istom sveučilištu bio je komentor i član povjerenstva za obranu doktorskog rada Erike Rácz A Mura menti kaj horvát nyelv (2007). Držao je predavanja i na poslijediplomskom studiju Jezikoslovlje na Filozofskom fakultetu u Osijeku. Sudjelovao je u doktorskom studiju na Katedri za slavistiku Sveučilišta u Sambotelu (Berzsenyi Dániel Főiskola, Szláv Filológiai Tanszékcsportja Szombathely). Na Pedagoškom fakultetu u Bihaću je potaknuo studente i asistente na vrlo detaljna istraživanja mjesnih govora sjeverozapadne Bosne. Razvio je plodnu sveučilišnu suradnju svojeg fakulteta s dvije visokoškolske institucije u Republici Mađarskoj: Savaria University Campus – University of West Hungary (NYME Savaria Egyetemi Központ) i Sveučilištem u Baji (Eötvös József Főiskola Baja). U nekoliko je navrata organizirao usavršavanje hrvatskog jezika budućih učiteljica hrvatskog jezika u Mađarskoj. Od Sveučilišta u Zagrebu dobio je sljedeće Potpore suradnjama: Od 24. studenog 2014. do 4. prosinca 2014. na poziv prof. dr. Istvána Lukácsa bio je na Sveučilištu Eötvös Loránd Tudományegyetem u Budimpešti. Na tom je studijskom putovanju u Mađarskoj nacionalnoj knjižnici (Országos Széchenyi Könyvtár) proučavao časopis Muraköz/Medjimurje koji je Mađaron Josip Margitaj objavljivao u Čakovcu od 1884. do 1918. Časopis je izlazio od 1941. do 1944. Bio je i recenzent znanstvene rasprave Megyimurszki–szlovenszki: Nevjerojatna sudbina "međimurskoga jezika", koji se bavi također ovim vijekom povijesti Međimurja. Sudjelovao je na međunarodnom znanstvenom skupu Od početaka do danas – 120 godina budimpeštanske kroatistike koji su organizirali Institut za slavensku i baltičku filologiju Filozofskog fakulteta Sveučilišta Loránda Eötvösa te Hrvatska državna samouprava povodom 120. godišnjice osnivanja Hrvatske katedre te održao 3 predavanja studentima slavistike toga sveučilišta (Adaptacija hungarizama u međimurskom dijalektu, Adaptacija germanizama u međimurskom dijalektu i Pseudoanalogonimija u međimurskom dijalektu.) Od 1. do 10. prosinca 2015. bio je na Jegellonskom sveučilištu u Krakowu. Održao je nekoliko predavanja studentima o kroatističkim dijalektološkim temama. Upoznao se s kroatističkim istraživanjima u Krakowu (posebice na Institutu za slavensku filologiju) te dogovarao detalje suradnje s prof. dr. sc. Wiesławom Boryśom, dopisnim članom Hrvatske akademije znanosti i umjetnosti o etimološkim istraživanjima kajkavštine. Suradnja profesora Blažeke i profesora Boryśa traje već dugi niz godina, a plod te suradnje je veliki Rječnik Murskog Središća kojemu je profesor Boryś bio recenzent i redaktor. 2015. godine dobio je od Sveučilišta u Zagrebu kratkotrajnu financijsku potporu za projekt Pseudoanalogonimija između nekih kajkavskih i čakavskih mjesnih govora i stvaranje osnove za implementaciju rezultata tih istraživanja u nastavju hrvatskoga jezika. Ove je godine od Sveučilišta u Zagrebu dobio potporu za boravak na Sveučilištu Buenos Aires (Argentina) gdje će održavati predavanja studentima hrvatskog podrijetla. Tematika predavanja kretat će se od prikaza hrvatskih dijalekata (posebice ličkih štokavskih i čakavskih govora i cijele čakavštine jer je većina iseljenika s tog područja) na temelju načela razlikovne gramatike i zanimljivih tema iz dijalektalne leksikologije s ciljem da se studenti upoznaju s bogatstvom hrvatskog jezika u cjelini. Pod njegovim mentorstvom izrađeno je pedesetak diplomskih radova na Učiteljskom fakultetu Sveučilišta u Zagrebu i Pedagoškom fakultetu u Bihaću. 2018. i 2019. je proveo 2 mjeseca na Sveučilištu Mcquorie u Sydneyu (Australija) gdje je istraživao jezik hrvatskih iseljenika iz kajkavskih krajeva. Bio je komentor 2 doktorska rada:
1. Erika Rácz: A Mura menti kaj horvát nyelv (2007.) na katedri za slavistiku Sveučilišta Eötvös Loránd Tudományegyetem u Budimpešti
2. Katarina Novak: Klasifikacija i akcentuacija govora istočne ludbreške Podravine na Filozofskom fakultetu u Zagrebu.

Objavio je poveći broj pregleda, prikaza i predgovora knjiga. Često je davao i intervjue za novine u kojima je popularizirao znanstvenu dijalektologiju. Brojni su njegovi nastupi u televizijskim emisijama. 2014. adaptirao je na kajkavski (ludbreška Podravina) u Hrvatskom narodnom kazalištu u Osijeku dijelove drame Vučjak Miroslava Krleže. Redatelj je bio Zlatko Sviben. Premijera je održana 7. prosinca 2014., u okviru znanstvenog skupa 25. Krležini dani (organizatori HNK u Osijeku, Filozofski fakultet u Osijeku, Zavod za povijest hrvatske književnosti, kazalište i glazbu Hrvatske akademije znanosti i umjetnosti – Odsjek za povijest hrvatskog kazališta).
Godine 2018. objavio je novi rječnik kajkavštine "Rječnik preloške skupine govora međimurskog dijalekta". To je najopsežniji rječnik jednog hrvatskog mjesnog govora. “Velika je pažnja posvećena rečeninim potvrdama koje su u tom rječniku leksikološko blago samo po sebi.” U istoj godini s njegovim mentorstvom i suautorstvom Kajkavsko spravišče je izdalo kajkavski prijevod francuskog romana Malog princa, koji nosi naslov Mali kralevič.

## Privatni život
Intenzivno se bavi i šahovskom pedagogijom. Sve njegovo četvero djece postigla su pod njegovim vodstvom vrhunske šahovske rezultate. Ta iskustva prenosi i na svoje studete te je zato osmislio kolegije Šah u osnovnoj školi I. i Šah u osnovnoj školi II. kao izborne kolegije na učiteljskom i odgojiteljskom studiju na Učiteljskom fakultetu u Zagrebu. Živi u Zagrebu. Oženjen je i otac četvero djece.

## Vanjske poveznice
- Đuro Blažeka: Biografija (ufzg.unizg.hr)
- Đuro Blažeka (bib.irb.hr)